# Babac
Koordinati:   43°57′23″N, 15°24′08″E
Babac je majhen nenaseljen otoček v Jadranskem morju, ki pripada Hrvaški.
Babac, na katerem stojita dva svetilnika, leži v Pašmanskem kanalu v srednji Dalmaciji, vzhodno od otoka Pašmana nasproti mesta Pašman, od katerega je oddaljen okoli 0,5 km. Njegova površina meri 0,787 km². Dolžina obalnega pasu je 4,6 km. Najvišji vrh na otočku je visok 31 mnm.
Iz pomorske karte je razvidno, da svetilnik, ki stoji na zahodni strani otočka, oddaja svetlobni: B Bl(2) 5s. Nazivni domet svetilnika je 10 milj. Drugi svetilnik na vzhodni strani otočka pa svetlobni signal: R Bl 3s.